# Linda Kash
Linda Kash (Montréal, 17 gennaio 1961) è un'attrice canadese.

## Biografia
È figlia della cantante Maureen Forrester e del violinista Eugene Kash, che divorziarono nel 1976 quando Linda aveva nove anni. Ha quattro fratelli, tra cui l'attore Daniel Kash.
Ha avuto tre figli dal marito, l'attore Paul O'Sullivan, deceduto il 18 maggio 2012 in un incidente stradale.

## Filmografia parziale

### Cinema
- Cinderella Man - Una ragione per lottare (Cinderella Man), regia di Ron Howard (2005)
- Little Italy - Pizza, amore e fantasia (Little Italy), regia di Donald Petrie (2018)

### Televisione
- Seinfeld – serie TV, episodio 5x06 (1993)
- Sabrina, vita da strega (Sabrina, the Teenage Witch) – serie TV (2 episodi (1996-1997)
- Cadet Kelly - Una ribelle in uniforme (Cadet Kelly), regia di Larry Shaw – film TV (2002)
- Miracolo a tutto campo (Full-Court Miracle), regia di Stuart Gillard – film TV (2003)
- Detective Monk (Monk) – serie TV, episodio 1x03 (2003)
- Skyrunners – film TV, regia di Ralph Hemecker (2009)
- Costretto al silenzio (An Amish Murder), regia di Stephen Gyllenhaal – film TV (2013)
- The Swap, regia di Jay Karas – film TV (2016)
- Anna dai capelli rossi (Anne of Green Gables), regia di John Kent Harrison – film TV (2016)
- Love on Ice, regia di Bradley Walsh – film TV (2017)

## Doppiatrici italiane
Nelle versioni in italiano delle opere in cui ha recitato, Linda Kash è stata doppiata da:
- Antonella Giannini in Cinderella Man - Una ragione per lottare, L'amore non ha colore, Little Italy - Pizza, Amore e Fantasia, Private Eyes, Skyrunners
- Cristina Boraschi in Miracolo a tutto campo
- Francesca Guadagno in Transplant